# 未来はぼくらの手のなかに
『未来はぼくらの手のなかに』は、シェイプシフター(heu)より、2001年2月16日に発売された、アダルトゲーム。
- 2004年8月13日コミックマーケット、およびメーカー通販にて、「HUE CLASSICS since1999」が発売。「縛鎖」と同時収録にて、Windows XP対応版が収録されている。
- 2006年12月23日にメーカー通販は終了し、ダウンロード版がダウンロード販売各社より販売されている。（内容は「HUE CLASSICS since1999」と同様）

## ストーリー
私立七美学園には、女学校時代から語り継がれる古い言い伝え「13階段の伝説」がある。
主人公暮里耕介は、七美祭(学園祭)間近の満月の夜に、ひょんなことから天然ボケな先輩の朝比奈日向子と知り合い、
学園祭の行事の一つ「大運動会」の準備に付き合うべく、旧校舎に行くことになってしまった。
日向子は、持ち前のボケを発揮してしまい、言い伝えを実行してしまった。その時耕介は、鏡から抜き出た少女の霊が日向子の中に入っていく様子を目撃する。
その日から、学園ではおかしなことが起こり始める。学園祭が迫る中、耕介はクラスメイトの仲間たちと協力して日向子の呪い？を解くことができるのだろうか。
登場人物らのやりとりが楽しい、学園マジカルADV。

## 登場人物
暮里 耕介　愛称：こーちゃん
七美学園の二年生。勉強はそこそこ。
クラスメイトの双子姉妹に懐かれているためか、身の回りがはなやかな空気が漂う。
困った人を放ってはおけない性格で、それが災いし今回の騒動に巻き込まれてしまった。
口は立つほうだが、担任や女の子達にやり込められてしまう。

### 女の子たち
朝比奈 日向子（あさひな ひなこ）　愛称：ひなひな　＊ゲーム中の地の文字は「ひなこ」と表記。
耕介の一つ先輩。よくいえば癒し系。のんびり屋でおっちょこちょい。眠り魔でもある。
最初に耕介を見かけたときの第一声が「王子様」。言動から年下に感じられる。
自分のそうした短所を充分自覚しており、型からイメージチェンジを図ろうと、最近は赤毛の長髪を（中途半端に）短く切ったばかり。
最初耕介は日向子のとろさに気がつかず、みすみす呪いの実行を許してしまった。
霧野 きらら（きりの-）　愛称：きらら
耕介のクラスメイト。寡黙系。紺色の長髪を後ろ手に黄色いチーフで結んでいる。
勉強もスポーツも一通り何でもこなす。とはいえ集団行動や共同作業は苦手で、いま一つクラスになじんでいない。
見た目気が強そうだが押しに弱く、厄介事を押し付けられることもしばしば。少々潔癖なところがあり、男子関連は不得手。
自分の名前がまるでアニメや昔のアイドルのようなので、コンプレックスに感じている。
若宮 千世（わかみや ちせ）　愛称：ちーちゃん
耕介のクラスメイト。マスコット的存在で万葉とは一卵性双生児の関係で姉のほう。茶色のボブショート。
何にでも興味津々で騒々しい。どこからともなく情報を聞き出してきては騒動を引き起こす。
なぜか耕介は姉妹の違いがわかり、このことが千世に仲間以上の興味を耕介に抱かせることとなる。
妹ともどもオカルト（怪談系）が大好き。
若宮 万葉（わかみや かずは）　愛称：はーちゃん
耕介のクラスメイト。マスコット的存在でこちらは一卵性双生児の妹。茶色のボブショート。
いつも姉と行動を共にしていたが、急速に耕介に接近する姉から離れ、一人行動する機会が多くなる。
姉よりもさらに無邪気。より純真であるがゆえに、今回の怪奇現象そして事件の真実に一人迫ることとなる。

### 先生
花村 椿（はなむら つばき）　愛称：花ちゃん
耕介のクラス担任。歴史の教師であり、地元の民俗歴史研究もおこなっている。
紫のセミロングにメガネ使用。黙っていれば美人。スタイルもよく、男子学生あこがれの的。
学園の卒業生で、学園の古い言い伝えにも詳しい。

### その他
氷島 奈緒美（ひじま なおみ）
耕介らも放課後よく通っている、学園の近所のファミリーレストラン「アリスダイナ」で働くウエイトレス。
快活な働きぶりで、七美生の人気も高い。学園に対する秘めた想いがある。

## ゲームシステム
登場人物たちの会話と雰囲気を、七美学園の学園祭「七美祭」を舞台に楽しむADV。
七美祭は、一週間に及ぶ開催期間があり、日曜日の体育祭を皮切りに、代休をはさんで
金曜日までが準備、土日をメインである学園祭で盛り上がる。
体育祭までに誰と仲良くしていたかで、文化祭準備からの相手が決まる。
移動マップモードは、マップ上で示された行き先を選択するというもの。
途中「多数決イベント」が発生する。見た目は通常のコマンド選択。
ある行動を決定するイベントで、多数決にて行動を選択することになる。自分も一票しか行使できない。
誰と親しく行動したかで、仲間の票が左右されることとなる。

## スタッフ
- 原画：ケンスケ、黒木雅弘
- シナリオ：冬寂
- サウンド：砂流風音